# Баштанківська сільська рада
Башта́нківська сільська́ ра́да — колишня адміністративно-територіальна одиниця та орган місцевого самоврядування в Кодимському районі Одеської області. Адміністративний центр — село Баштанків.

## Загальні відомості
- Територія ради: 58,7 км²
- Населення ради: 1 425 осіб (станом на 2001 рік)

## Населені пункти
Сільській раді були підпорядковані населені пункти:
- с. Баштанків

## Населення
Згідно з переписом УРСР 1989 року чисельність наявного населення сільської ради становила 1700 осіб, з яких 706 чоловіків та 994 жінки.
За переписом населення України 2001 року в сільській раді мешкала 1401 особа.

### Мова
Розподіл населення за рідною мовою за даними перепису 2001 року:
| Мова       | Відсоток |
| ---------- | -------- |
| українська | 98,74 %  |
| російська  | 0,84 %   |
| молдовська | 0,28 %   |
| болгарська | 0,07 %   |
| румунська  | 0,07 %   |

## Склад ради
Рада складалася з 16 депутатів та голови.
- Голова ради: Петрашик Геннадій Анатолійович
- Секретар ради: Сокотило Юлія Анатоліївна

### Керівний склад попередніх скликань
| Прізвище, ім'я, по батькові    | Основні відомості                                                         | Дата обрання | Дата звільнення |
| ------------------------------ | ------------------------------------------------------------------------- | ------------ | --------------- |
| Дяченко Володимир Васильович   | Сільський голова, 1973 року народження, безпартійний                      | 26.03.2006   | 31.10.2010      |
| Петрашик Геннадій Анатолійович | Сільський голова, 1972 року народження, освіта вища, член Партії регіонів | 31.10.2010   |                 |

Примітка: таблиця складена за даними сайту Верховної Ради України

### Депутати
За результатами місцевих виборів 2010 року депутатами ради стали:

#### За суб'єктами висування
| Суб'єкт висування | Кількість обраних депутатів | %    |
| ----------------- | --------------------------- | ---- |
| Партія регіонів   | 10                          | 62,5 |
| Самовисування     | 6                           | 37,5 |

#### За округами
| № округу        | Прізвище, ім'я, по батькові       | Дата визнання обраним | Освіта             | Партійна приналежність | Відомості про обраного депутата               |
| --------------- | --------------------------------- | --------------------- | ------------------ | ---------------------- | --------------------------------------------- |
| Партія регіонів |                                   |                       |                    |                        |                                               |
| 1               | Гафина Валентина Дмитрівна        | 04.11.2010            | середня спеціальна | член Партії регіонів   | тимчасово не працює                           |
| 2               | Казновська Людмила Володимирівна  | 04.11.2010            | середня            | член Партії регіонів   | Баштанківський будинок культури, техпрацівник |
| 3               | Малинецька Світлана Григорівна    | 04.11.2010            | середня спеціальна | член Партії регіонів   | Баштанківська лікарняна амбулаторія, акушерка |
| 5               | Іванцова Валентина Дмитрівна      | 04.11.2010            | вища               | член Партії регіонів   | Баштанківська аптека, завідувачка             |
| 6               | Дяченко Сергій Онисимович         | 04.11.2010            | вища               | позапартійний          | тимчасово не працює                           |
| 8               | Бурлака Василь Дмитрович          | 04.11.2010            | середня            | позапартійний          | тимчасово не працює                           |
| 9               | Бабіна Оксана Анатоліївна         | 04.11.2010            | середня спеціальна | член Партії регіонів   | Баштанківська сільська рада, техпрацівник     |
| 11              | Кирилишина Таїсія Олексіївна      | 04.11.2010            | середня спеціальна | позапартійна           | Баштанківське відділення зв'язку, завідувачка |
| 14              | Краснянська Наталія Володимирівна | 04.11.2010            | середня            | позапартійна           | приватний магазин, продавець                  |
| 15              | Прокопчук Людмила Всилівна        | 04.11.2010            | вища               | позапартійна           | Баштанківська лікарняна амбулаторія, фельдшер |
| Самовисування   |                                   |                       |                    |                        |                                               |
| 4               | Брошков Володимир Миколайович     | 04.11.2010            | середня            | позапартійний          | тимчасово не працює                           |
| 7               | Синько Сергій Сергійович          | 04.11.2010            | середня спеціальна | позапартійний          | тимчасово не працює                           |
| 10              | Дяченко Володимир Васильович      | 04.11.2010            | середня спеціальна | член Народної партії   | Баштанківська сільська рада, голова           |
| 12              | Сокотило Юлія Анатоліївна         | 04.11.2010            | середня спеціальна | позапартійна           | Баштанківська сільська рада, секретар         |
| 13              | Федосієнко Валентина Іванівна     | 04.11.2010            | середня спеціальна | позапартійна           | магазин «Южний», продавець                    |
| 16              | Сокотило Віктор Миколайович       | 04.11.2010            | середня спеціальна | позапартійний          | тимчасово не працює                           |